# Pallavolo Sirio Perugia
La Pallavolo Sirio Perugia è stata una società pallavolistica femminile italiana con sede a Perugia.

## Storia

La Rasimelli&Coletti Perugia della stagione 1992-93 in posa all'esterno del PalaEvangelisti

La Pallavolo Sirio Perugia viene fondata nel 1970 per volere di padre Aldo Falini, frate cappuccino e parroco di via Canali, presso l'oratorio dell'Oasi Sant'Antonio all'epoca punto di ritrovo cittadino per l'attività sportiva giovanile: il nome della società deriva da quello dell'omonima stella, la più brillante osservabile nel cielo notturno.
Dopo le prime partecipazioni a campionati locali, nei primi anni ottanta la Sirio Perugia raggiunge la Serie B; all'inizio della stagione 1986-87 un riassetto ai vertici societari, porta a diventare presidente Carlo Iacone, il quale, supportato anche da un buon numero di sponsor, allestisce una squadra che termina la stagione al primo posto, ottenendo la promozione in Serie A2. Nella stagione 1987-88 la Sirio Perugia fa il suo esordio nella pallavolo professionistica, conducendo un campionato di alta classifica: è comunque nella stagione successiva, grazie al primo posto al termine del campionato, che la squadra ottiene la promozione in Serie A1.
La stagione 1989-90 è quindi la prima nel massimo campionato italiano per la compagine umbra; è tuttavia nella stagione successiva che iniziano le prime soddisfazioni, con il raggiungimento della finale in Coppa Italia, il primo posto nella regular season e la sconfitta nella finale scudetto: tali risultati verranno ripetuti nella stagione 1991-92, con la vittoria però nella Coppa Italia, primo trionfo del club. Nella stessa c'era stato anche l'esordio in una competizione europea, la Coppa delle Coppe, dove viene sconfitta in finale dal Münster. Dopo due annate mediocri, con un terzo posto nella Coppa delle Coppe 1992-93, nella stagione 1994-95, complice l'ultimo posto in classifica, la squadra retrocede in Serie A2.
Il ritorno nella massima serie è immediato: grazie alla vittoria dei play-off promozione, la Sirio Perugia infatti è nuovamente ai nastri di partenza della Serie A1 1996-97; dopo due scialbe annate, nella stagione 1998-99 il club perugino torna alla vittoria della Coppa Italia, qualificandosi nuovamente per la Coppa delle Coppe, che vince nell'edizione 1999-00, con il successo sul Panathīnaïkos di Atene.
È dalla stagione 2002-03 che inizia il ciclo di successi: dopo la vittoria della terza Coppa Italia, la società vince il suo primo scudetto e guadagna la qualificazione, per la prima volta, alla Champions League 2003-04, arrivando all'atto conclusivo, sconfitta dal Tenerife. Nella stagione 2004-05 arriva la vittoria della quarta Coppa Italia, della Coppa CEV e del secondo scudetto, mentre, nell'annata successiva, sale sul tetto d'Europa vincendo la Champions League, oltre alla Coppa di Lega; anche la stagione 2006-07 regala un nuovo tris di successi, in Coppa Italia, in Coppa CEV e lo scudetto, mentre in quella seguente, che inizia con il successo della Supercoppa italiana, vede il secondo trionfo in Champions League, ai danni dell'Asystel di Novara.
Dalla stagione 2008-09 inizia la parabola discendente del club: l'ultimo sussulto è il terzo posto nella Champions League 2008-09, a cui fanno seguito due annate mediocri, entrambe con l'uscita nei quarti di finale dei play-off scudetto. Al termine del campionato 2010-11 il presidente decide di terminare tutte le attività agonistiche e di avviare invece un progetto con squadre giovanili, fondando una nuova squadra dal nome di Sirio Perugia Volley.
L'eredità della Sirio Perugia viene raccolta nel 2014 dalla Pallavolo Perugia, sodalizio nato dall'unione della stessa Sirio con altre due realtà pallavolistiche perugine, l'APD Monteluce dell'omonimo quartiere e la Pallavolo San Sisto dell'omonima frazione.

## Palmarès

La Imet Perugia vincitrice nella stagione 1991-92 del primo trofeo della sua storia, la Coppa Italia.

- Campionato italiano: 3

2002-03, 2004-05, 2006-07
- Coppa Italia: 5

1991-92, 1998-99, 2002-03, 2004-05, 2006-07
- Supercoppa italiana: 1

2007
- Coppa di Lega: 1

2006
- Champions League: 2

2005-06, 2007-08
- Coppa delle Coppe: 1

1999-00
- Coppa CEV: 2

2004-05, 2006-07